# جشنواره سه قاره
جشنواره سه قاره (به فرانسوی: Festival des 3 Continents) یک جشنواره فیلم است که از سال ۱۹۷۹ هر ساله در ماه نوامبر در نانت فرانسه برگزار می‌شود. این جشنواره به سینمای قاره‌های آسیا، آفریقا و آمریکای لاتین اختصاص دارد. جشنواره سه قاره نانت توسط دو برادر به نام‌های فیلیپ و آلن ژالادو به منظور پشتیبانی از استعدادهای جدید فیلم‌سازی بنیاد گذاشته شد. سی و یکمین دوره جشنواره در سال ۲۰۰۹ برگزار شد. در جشنواره نانت فقط فیلم‌های بلند داستانی و مستند به نمایش گذاشته می‌شوند. این جشنواره پس از جشنواره فیلم کن، مهم‌ترین رویداد سینمایی فرانسه به‌شمار می‌رود. جایزه اصلی جشنواره سه قاره، بالن طلایی نام دارد.

## حضور سینمای ایران
فیلم کلاغ ساخته بهرام بیضایی به‌عنوان نخستین فیلم ایرانی در بخش مسابقه نخستین سال برگزاری این جشنواره به نمایش درآمد. پس از انقلاب ۱۳۵۷ فیلم دونده با درخشش در این جشنواره باعث توجه جهان به محصولات سینمای ایران شد.
سینمای ایران همواره حضور موفقی در جشنواره نانت داشته‌است و فیلم‌سازان ایرانی جایزه‌های زیادی کسب کرده‌اند. امیر نادری و ابوالفضل جلیلی و سامان سالور موفق‌ترین کارگردانان ایرانی در این جشنواره بوده‌اند. نادری دو بار جایزه بالن طلایی را در سال‌های ۱۹۸۵ و ۱۹۸۹ برای فیلم‌های دونده و آب، باد، خاک و جلیلی نیز دو بار این جایزه را در سال‌های ۱۹۹۳ و ۱۹۹۶ برای فیلم‌های دلبران و یک داستان واقعی و سالور یک بار در سال ۲۰۰۶ جایزه ویژه داوران و بالن طلایی را برای فیلم چند کیلو خرما برای مراسم تدفین به دست آورده‌اند. فیلم کافه ترانزیت ساخته کامبوزیا پرتوی در سال ۲۰۰۵ کاندیدای بالن طلایی جشنواره سه قاره نانت شد. فیلم کودک و سرباز جایزه بالن نقره‌ای این جشنواره را به دست آورد. از میان بازیگران نیز نیکی کریمی و گلشیفته فراهانی برای بازی در فیلم‌های سارا و بوتیک برنده جایزه بهترین بازیگر زن از دوره‌های پانزدهم و بیست و ششم این جشنواره شدند. در سال ۱۹۹۰ برنامه ویژه جشنواره نانت به سینمای ایران اختصاص داشت.